# (85030) Admetos
(85030) Admetos ist ein Asteroid aus der Gruppe der Jupiter-Trojaner. Damit werden Asteroiden bezeichnet, die auf den Lagrange-Punkten auf der Bahn des Planeten Jupiter um die Sonne laufen. Er ist dem Lagrange-Punkt L4 zugeordnet, das heißt (85030) Admetos läuft Jupiter in dessen Umlaufbahn um die Sonne um 60° voraus.
Der Asteroid wurde am 24. September 1960 von dem niederländischen Astronomenehepaar Cornelis Johannes van Houten und Ingrid van Houten-Groeneveld entdeckt. Die Entdeckung geschah im Rahmen des Palomar-Leiden-Surveys, bei dem von Tom Gehrels mit dem 120-cm-Oschin-Schmidt-Teleskop des Palomar-Observatoriums aufgenommene Feldplatten an der Universität Leiden durchmustert wurden.
(85030) Admetos wurde nach Admetos benannt, dem Vater des Eumelos. Admetos schaffte es mit Apollons Hilfe einen Streitwagen zu lenken, der von wilden Tieren wie Löwen und Wildschweinen gezogen wurde. Vorauseilende Trojaner werden nach griechischen Helden benannt. Die Benennung erfolgte am 28. September 2004.
Das Unicode-Symbol U+2BE5 (11237) mit der Bezeichnung „Admetos“ soll nicht den Asteroiden (85030) Admetos symbolisieren, sondern einen hyopethetischen astrologischen Planeten.